# 福知山都市圏
福知山都市圏（ふくちやまとしけん）は、京都府福知山市を中心とする都市圏の総称。福知山市全域と綾部市の大半の地域を指す。 
都市圏人口は約10万人、人口集中地区（DID人口）は約5万人となっている。
2012年3月に国土交通省近畿地方整備局がまとめた「近畿圏の広域連携に関する調査報告書（都市機能編）」では、周辺市町村との通勤・通学率（5％以上）を踏まえて福知山市のみからなる都市圏として設定されている。また、地方都市圏のうち、小都市圏（産業集積型）の類型に分類されている。
都市雇用圏の基準では、京都府の都市圏はこの他にも丹後地区の舞鶴都市圏、山城地区の京都都市圏があり、府下だけでも3都市圏が存在しているが、同じ京都府山城地区であっても木津川市は大阪都市圏（2002年度～2014年度までは京田辺市も大阪都市圏であった）であるなど、京都府に関係している都市圏は全部で5つとなっている（かつては単独で綾部都市圏や宮津都市圏も存在していたが、現在は前者は福知山都市圏に吸収の上で合併され、後者は都市圏そのものが消滅した）。

## 特徴
京都府北部における行政・経済の中心は舞鶴市である一方、教育や工業分野に特徴があるのが福知山都市圏である。また福知山市では教育機関や工業団地などが立地することから、夜間人口に比して昼間人口が増加することが特徴的である。
人口は中心市の福知山市、周辺市町ともに大きく減少しており、商圏人口の縮小が進む。地価としては、福知山市東羽合町が市内で最も高価であるが、下落が進んでいる。また福知山市は山陰本線や福知山線、京都丹後鉄道宮福線、また舞鶴若狭自動車道（旧舞鶴自動車道）や国道9号などが通る。そして、大動脈の一つである国道9号の福知山市内の区間では4車線化・バイパス道路（福知山道路）の整備が行われている。綾部市は山陰本線や舞鶴線、また舞鶴若狭自動車道や京都縦貫自動車道が通り、分岐点として交通の要衝としての役割を担う。

## 教育
福知山市には公立高校が3校、私立高校が3校の合計6校があり、また京都北部唯一の4年制大学、福知山公立大学、京都工芸繊維大学福知山キャンパスがある。それに京都府北部では唯一の私立中学校(中高一貫)の京都共栄学園中学校・高等学校を有する。
綾部市は公立高校1校、大学校1校を有する。

### 福知山市
高等学校
- 京都府立大江高等学校
- 京都府立工業高等学校
- 京都府立福知山高等学校・附属中学校
- 京都共栄学園中学校・高等学校
- 福知山淑徳高等学校
- 福知山成美高等学校

大学
- 京都工芸繊維大学 福知山キャンパス
- 福知山公立大学

### 綾部市
高等学校
- 京都府立綾部高等学校

大学校
- 京都府立農業大学校

## 工業

### 福知山市
多数の工場・事業所が存在する。市内には3,742の事業所がある（2021年時点）。また、国内有数の内陸工業団地である長田野工業団地がある。同団地の製造品出荷額は、2016年度に2,737億9,715万2千円と、過去最多となった。
上場企業
- エスペック福知山工場
- 神戸製鋼所福知山工場
- 日本通運舞鶴支店福知山事業所
- 三晃金属工業長田野製作所
- タツタ電線京都工場
- 日本ピラー工業福知山事業所
- 扶桑化学工業京都第一工場・京都第二工場
- 松尾電機福知山工場
- SECカーボン京都工場

非上場企業
- 浅田可鍛鋳鉄所本社・福知山工場
- 天藤製薬福知山工場
- カワイ電線福知山工場
- 関西金属工業所福知山工場・長田野工場
- 京都薬品工業長田野工場
- クラシエフーズ福知山工場
- 呉羽製鋼福知山工場
- サンキン福知山工場・長田野工場
- 三和ハイドロテック京都工場
- 大洋発條長田野工場
- 武田ヘルスケア本社・福知山工場
- 東洋製鉄福知山工場
- 東洋ライト福知山工場
- ナガセケムテックス福知山事業所
- 日東薬品工場京都工場
- 日本血液製剤機構福知山工場
- 日本製紙クレシア京都工場
- ニンバリ本社・本社工場・長田野工場
- パナソニック フォト・ライティング長田野工場
- ヒエン電工長田野工場
- ブリヂストントレッドシステム本社・本社工場
- ヤマウチ京都福知山工場
- GSユアサテクノロジー本社・長田野営業所
- KOBEウェルディングワイヤ本社・本社工場

### 綾部市
古来から市内を流れる由良川により桑が自生していたため、自然養蚕機織が営まれていたとされている。明治時代に最盛期を迎え、福島県梁川町(現 伊達市)や長野県上田市とともに蚕都と呼ばれた。1896年（明治29年）には、地域の養蚕業の復興のためにグンゼが設立された。
そのほか、現在は綾部市工業団地などにより、企業の積極的誘致がされている。市内には1,833の事業所がある（2009年時点）。
上場企業
- 京セラ京都綾部工場
- グンゼ本店
- 誓和工具京都工場
- 日東精工本社・本社工場、矢田工場、城山工場、制御システム事業部・工場
- 三ツ星ベルト綾部事業所

非上場企業
- 片山化学工業研究所綾部工場
- カワイ電線京都工場
- 国産部品工業本社・京都綾部工場
- 日東薬品工業綾部工場
- 福田工業京都工場、綾部工場
- ベルテックス京都工場
- 堀内機械京都工場
- 和幸産業綾部工場
- 住理工ホーステック

## 商業

### 福知山市
中心市街地は、数個の商店街と都市型大型店福知山ファミリー（2007年倒産、2010年閉鎖）やさとうなどで栄えていた。
近年では郊外にイオン福知山店やPLANT-3福知山店などが出店している。また、JR・京都丹後鉄道福知山駅高架化に伴う中心市街地活性化を目的として駅前開発が進められており、福知山市が行なっている福知山駅北大規模街区の商業施設にはコーナン福知山店が、駅南にはヤマダ電機（テックランド福知山店）やヒマラヤ福知山店が出店をしている。そのほか、2009年には国道9号沿いの旧福知山ガスセンター跡地にフレスポ福知山が開業。
他にも、駅南の国道9号線沿いには商業施設、外食チェーン（TSUTAYAや鎌倉パスタ、吉野家、マクドナルド、和食さと、すき家、スターバックス）などが並ぶ。
2016年にはドン・キホーテが北近畿初出店を果たした。
主な企業
- 株式会社さとう

主な商業施設
- フレスポ福知山
- イオン福知山店
- PLANT-3福知山店
- MEGAドン・キホーテ福知山店
- バザールタウン福知山、バザールタウン福知山ガーデン・プラザ
- フレッシュバザール篠尾新町店など市内に3店舗
- ミニフレッシュ夜久野店
- フレッシュ・メゾン福知山和久市店
- 三ツ丸ストアー堀店など市内に4店舗（生鮮&業務スーパーを含む）
- ジョーシン福知山店
- ヤマダ電機テックランド福知山店
- エディオン福知山店
- ヒマラヤ福知山店
- ジャパン福知山東店
- ウエルシア福知山昭和新町店など市内に2店舗
- ディスカウント ドラッグコスモス福知山店など市内に2店舗
- ドラッグユタカ福知山前田店など市内に3店舗
- ニトリ福知山店

### 綾部市
以前は産業の中心が農業であり、福知山都市圏の商業施設の多くが福知山市に位置していたが、近年は家電量販店が進出するなど、新たな店舗の出店が顕著になっている。
おもな商業施設
- アスパ（複合商業施設）
- バザールタウン 綾部アスパ、バザールタウン 綾部STOK館
- フレッシュバザール 綾部幸通り店
- 三ツ丸ストアー綾部店、青野店
- マツモト綾部店
- ケーズデンキ綾部店
- ユタカ綾部店
- ゴダイドラッグ綾部店
- ウエルシア綾部宮代店

### 都市雇用圏（10% 通勤圏）
金本良嗣・徳岡一幸によって提唱された都市圏。2000年現在では福知山市、綾部市を中心市（中心数2）とする。細かい定義等は都市雇用圏に則する。
一般的な都市圏の定義については都市圏を参照のこと。
都市雇用圏（10% 通勤圏）の変遷
- 10% 通勤圏に入っていない自治体は、各統計年の欄で灰色かつ「-」で示す[4]。

| 府県   | 自治体 ('80) | 1980年                  | 1990年                  | 1995年                   | 2000年                   | 2005年                   | 2010年                   | 2015年                   | 2020年                   | 自治体 （現在） |
| ------ | ------------ | ----------------------- | ----------------------- | ------------------------ | ------------------------ | ------------------------ | ------------------------ | ------------------------ | ------------------------ | --------------- |
| 京都府 | 丹波町       | 京都 都市圏             | -                       | -                        | -                        | -                        | 京都 都市圏              | 京都 都市圏              | 京都 都市圏              | 京丹波町        |
| 京都府 | 瑞穂町       | -                       | -                       | -                        | -                        | -                        | 京都 都市圏              | 京都 都市圏              | 京都 都市圏              | 京丹波町        |
| 京都府 | 和知町       | -                       | -                       | -                        | 福知山 都市圏 13万6096人 | -                        | 京都 都市圏              | 京都 都市圏              | 京都 都市圏              | 京丹波町        |
| 京都府 | 綾部市       | 綾部 都市圏 4万2544人   | 綾部 都市圏 4万0582人   | 福知山 都市圏 13万2791人 | 福知山 都市圏 13万6096人 | 福知山 都市圏 11万9732人 | 福知山 都市圏 11万5517人 | 福知山 都市圏 11万2756人 | 福知山 都市圏 10万9152人 | 綾部市          |
| 京都府 | 福知山市     | 福知山 都市圏 9万1433人 | 福知山 都市圏 9万2775人 | 福知山 都市圏 13万2791人 | 福知山 都市圏 13万6096人 | 福知山 都市圏 11万9732人 | 福知山 都市圏 11万5517人 | 福知山 都市圏 11万2756人 | 福知山 都市圏 10万9152人 | 福知山市        |
| 京都府 | 三和町       | 福知山 都市圏 9万1433人 | 福知山 都市圏 9万2775人 | 福知山 都市圏 13万2791人 | 福知山 都市圏 13万6096人 | 福知山 都市圏 11万9732人 | 福知山 都市圏 11万5517人 | 福知山 都市圏 11万2756人 | 福知山 都市圏 10万9152人 | 福知山市        |
| 京都府 | 夜久野町     | 福知山 都市圏 9万1433人 | 福知山 都市圏 9万2775人 | 福知山 都市圏 13万2791人 | 福知山 都市圏 13万6096人 | 福知山 都市圏 11万9732人 | 福知山 都市圏 11万5517人 | 福知山 都市圏 11万2756人 | 福知山 都市圏 10万9152人 | 福知山市        |
| 京都府 | 大江町       | 福知山 都市圏 9万1433人 | 福知山 都市圏 9万2775人 | 福知山 都市圏 13万2791人 | 福知山 都市圏 13万6096人 | 福知山 都市圏 11万9732人 | 福知山 都市圏 11万5517人 | 福知山 都市圏 11万2756人 | 福知山 都市圏 10万9152人 | 福知山市        |
| 兵庫県 | 市島町       | 福知山 都市圏 9万1433人 | 福知山 都市圏 9万2775人 | 福知山 都市圏 13万2791人 | 福知山 都市圏 13万6096人 | -                        | -                        | -                        | -                        | 丹波市          |
| 兵庫県 | 氷上町       | -                       | -                       | -                        | -                        | -                        | -                        | -                        | -                        | 丹波市          |
| 兵庫県 | 柏原町       | -                       | -                       | -                        | -                        | -                        | -                        | -                        | -                        | 丹波市          |
| 兵庫県 | 山南町       | -                       | -                       | -                        | -                        | -                        | -                        | -                        | -                        | 丹波市          |
| 兵庫県 | 青垣町       | -                       | -                       | -                        | -                        | -                        | -                        | -                        | -                        | 丹波市          |
| 兵庫県 | 春日町       | -                       | -                       | -                        | -                        | -                        | -                        | -                        | -                        | 丹波市          |

- 2004年11月1日：兵庫県氷上町、柏原町、青垣町、春日町、山南町、市島町が新設合併し丹波市が発足。
- 2005年10月11日：京都府丹波町、瑞穂町、和知町が新設合併し京丹波町が発足。
- 2006年1月1日：京都府福知山市に大江町、三和町、夜久野町を編入。